# 物言わぬ北国より
『物言わぬ北国より』（ものいわぬきたぐにより、Out of the Silent North）は、サイレント時代の1922年に公開されたアメリカ合衆国の映画で、ウィリアム・ウォーシントンが監督、ウォーレス・C・クリフトンとジョージ・C・ハルが脚本を担当した。おもな出演者は、フランク・メイヨー、バーバラ・ベッドフォード、フランク・リー、ハリス・ゴードン (Harris Gordon)、クリスチャン・J・フランク、フランク・ラニングらである。この映画は1922年6月19日にユニバーサル映画製作社 (Universal Film Manufacturing Company) から公開された。

## あらすじ
以下は、当時の映画雑誌の紹介による。
フランス領カナダの猟師 ピエール・バプティスト (Pierre Baptiste)（メイヨー）は、交易所の店主の娘マルセット・ヴァロワ (Marcette Vallois)（ベッドフォード）に想いを寄せていたが、それを告白できないまま、イングランド人レジナルド・スタナード (Reginald Stannard)（ゴードン）とともに鉱山探しに出発することになる。しかし、鉱脈の場所を記した地図は、交易所にいた悪漢の手に落ち、最近交易所にやって来た悪だくみをする連中は、レジナルドの不在中にピエールを捕らえ、鉱山の所有権を奪おうとする。ピエールは、スタナードと自分が、誤った川の位置に印を付けていたことに気づき、町へ戻って権利を主張する場所を変更し、悪党たちとの厳しい争いに勝利する。終幕では、マルセットがピエールへの想いを告白する。

## キャスト
- フランク・メイヨー - Pierre Baptiste
- バーバラ・ベッドフォード - Marcette Vallois
- フランク・リー - Ashleigh Nefferton
- ハリス・ゴードン (Harris Gordon) - Reginald Stannard
- クリスチャン・J・フランク - Pete Bellew
- フランク・ラニング - Jean Cour
- ルイス・リベラ (Louis Rivera) - Mattigami
- ディック・ラ・レノ（英語版） - 'Lazy' Lester